# Сангушко, Павел Кароль
Па́вел Ка́роль Сангу́шко (пол. Paweł Karol Sanguszko, 1680 — 14 апреля 1750, Загайцы) — крупный польский магнат, стольник великий литовский (1708—1709), полковник литовской гвардии (1711), подскарбий надворный литовский (1711—1713), маршалок надворный литовский (1713—1734) и маршалок великий литовский (1734—1750), 7-й ординат Острожский (1720—1750), староста кременецкий и черкасский. Кавалер ордена Белого орла.

## Биография
Происходил из княжеского рода Сангушек. Второй сын королевского дворянина и старосты суражского Иеронима Сангушко (1651—1684) и Констанции Сапеги (1651—1691), дочери гетмана великого литовского и воеводы виленского Павла Яна Сапеги. Его старший брат Казимир Антоний Сангушко (1677—1706) получил должность маршалка надворного литовского, а сестра Анна Екатерина вышла замуж за великого канцлера литовского князя Кароля Станислава Радзивилла.
В 1708 году Павел Кароль Сангушко получил чин стольника великого литовского от Станислава Лещинского. В следующем 1709 году после возвращения в Польшу Августа Сильного лишился этой должности. В 1711 году был назначен полковником литовской гвардии и маршалком надворным литовским. В 1713 году стал маршалком надворным литовским. В 1734 году Павел Кароль Сангушко получил должность маршалка великого литовского.
В 1720 году после смерти бездетного князя Александра Доминика Любомирского (1693—1720), шестого ордината Острожского (1709—1720), Павел Кароль Сангушко, женатый на его сестре Марианне, унаследовал Острожскую ординацию.
Сторонник Августа II Сильного. После его смерти был одним из претендентов в 1733 году на королевский трон Речи Посполитой (имел поддержку со стороны России), затем поддержал избрание Августа III.
Владел имениями на Украине, в Литве, Польше и Словакии. В Витебском воеводстве ему принадлежали имения Смоляны, Полоная, Гаврилково и Яново. В Виленском воеводстве — Добровляны и Сморгонь. Павлу Сангушко принадлежали также два дворца — в Гродно и Добровлянах.

## Семья
Павел Кароль Сангушко был трижды женат. 18 февраля 1706 года женился первым браком на Брониславе Пеняжковне (ум. 1707), вдове своего старшего брата Казимира Антония.
Вторично женился на княжне Марианне Любомирской (1693—1729), младшей дочери Юзефа Кароля Любомирского и Теофилы Людвики Заславской, благодаря браку с которой приобрел Острожскую ординацию. Дети:
- Януш Александр Сангушко (1712—1775), великий мечник литовский, надворный маршалок литовский, 8-й ординат Острожский (1750—1753)

В 1735 году в третий раз женился на Барбаре Урсуле Дуниной (1718—1791), дочери великого рефендаря коронного Якуба Дунина (ок. 1680—1730) и Марианны Грудзинской (ум. 1727). Дети:
- Констанция Сангушко (1736—1737)
- Антоний Сангушко (1737—1738)
- Анна Сангушко (1739—1766), жена с 1755 года Антония Барнабы Яблоновского (1732—1799)
- Юзеф Паулин Ян Адам Сангушко (1740—1781), великий маршалок литовский и староста кременецкий
- Кристина Юстина Сангушко (1741—1778), жена с 1765 года великого писаря коронного Франтишека Белинского
- Иероним Януш Сангушко (1743—1812), последний воевода волынский
- Михал Игнаций Сангушко (род. 1744)
- Кунегунда Сангушко, жена с 1767 года великого стражника коронного Франтишека Чацкого
- Януш Модест Сангушко (1749—1806), великий стражник коронный